# Варсонофий (Мамчич)
Варсоно́фий Слободско́й (в миру Валентин Михайлович Мамчич или Мамчин) — архимандрит Русской православной церкви.
В 1993 году канонизирован как местночтимый святой Украинской православной церкви в лике преподобномученика.

## Биография
Родился в 1875 году в Санкт-Петербурге в семье полковника. В 1897 году Валентин Мамчич окончил Императорское училище правоведения.
В 1909 году был рукоположён архиепископом Ярославским Тихоном (Беллавиным) в сан иеромонаха. До революции был клириком Толгского монастыря близ Ярославля. Затем подвизался в Покровском монастыре в Харькове, периодически служил в приходских храмах города.
По представлению архиепископа Иоанникия от 15/28 января 1924 года Патриарх Тихон и Временный Священный Синод при нём 1 февраля 1924 года постановили: «открыть в г. Лебедяни Харьковской епархии кафедру викарного епископа и назначить на нее иеромонаха Варсонофия
(Мамчина)».
На момент ареста 28 декабря 1937 года имел сан архимандрита. Обвинив отца Варсонофия в подрывной деятельности против советской власти, его 30 декабря приговорили к расстрелу. 19 января 1938 года приговор был приведён в исполнение в Харькове.

## Канонизация
22 июня 1993 года Определением Священного Синода Украинской Православной Церкви принято решение о местной канонизации подвижника в Харьковской епархии, в Соборе новомучеников и исповедников Слободского края (день памяти — 19 мая (1 июня)).
Чин прославления подвижника состоялся во время визита в Харьков 3-4 июля 1993 года Предстоятеля Украинской Православной Церкви Блаженнейшего Митрополита Киевского и всея Украины Владимира, в кафедральном Благовещенском соборе города.